# Lahaina
Lahaina è un census-designated place degli Stati Uniti d'America, nella contea di Maui, nello stato delle Hawaii. 

## Storia
Nell'agosto 2023, la città di Lahaina è stata completamente distrutta da un vasto incendio alimentato dai venti oltre i 100 km/h portati dall'uragano Dora, che ha provocato almeno 97 morti, il peggiore per numero di vittime sul suolo statunitense negli ultimi 100 anni.